# Alloteratura cyclolabia
Alloteratura cyclolabia är en insektsart som först beskrevs av Heinrich Hugo Karny 1923.  Alloteratura cyclolabia ingår i släktet Alloteratura och familjen vårtbitare. Inga underarter finns listade i Catalogue of Life.